# 스탠윅스 요새

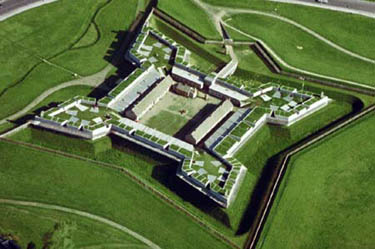
공중에서 본 스탠윅스 요새 모습

스탠윅스 요새(Fort Stanwix)는 1758년 8월 26일 식민지 시대에 영국군 존 스탠윅스 장군의 지휘로 오늘날의 뉴욕 로움에 지어지기 시작한 요새이다. 그러나 완공된 것은 4년 후인 1762년이었다. 처음에는 프렌치 인디언 전쟁 동안 ‘오나이다 수송지’(Oneida Carrying Place)로 알려진 육로를 지키기 위해 건설되었다. 지금은 국립공원국에 의해 새로 지어진 스탠윅스 요새 국립 기념물이 그 자리를 차지하고 있다.

## 스탠윅스 요새 조약
스택윅스 조약은 대서양 해안으로 연결된 주요 수로로 모호크 강 내륙과 동쪽과 우드 크릭, 그리고 서쪽으로 이어진 보급로를 지키기 위해 만들어졌다. 우드 크릭은 오나이다 호수로 이어져, 결국 온타리오호의 오스웨고까지 간다.
1768년 스택윅스 요새는 윌리엄 존슨이 주재한 영국군과 이로쿼이 연방과의 중요한 조약 회담장이었다. 이 조약이 맺어질 무렵, 요새는 헐어서, 사용하지 않게 되었다. 회담의 목적은 1763년 선언으로 제기된 인디언 땅과 백인 개척민들 간에 경계선을 재협상하는 것이었다. 영국 정부는 변방 지역의 분쟁을 종결시키길 바랐다. 그리고 그것은 귀찮고, 비용이 드는 것이었다. 반면 인디언은 새롭고, 영속적인 경계선이 백인 개척민들의 확장을 위축시킬 것이라고 기대했다.
최종 조약은 11월 5일 서명되었으며, 더 먼 서부에서 일어났던 이전 공표를 확장시켰다. 이로쿼이 연방은 효율적으로 켄터키를 백인들에게 양도를 했다. 그러나 실제로 켄터키 땅을 이용하고 있었던 인디언들인 쇼니 족, 델라워어 족, 체로키 족은 그 회담에서 아무런 역할도 하지 못했다. 스탠윅스 조약은 평화를 가져오기 보다는 이후에 벌어질 적대 단계의 장을 마련하도록 도왔다.
이 요새는 1768년 폐기되었고, 폐허가 되었다.